# 통가의 재외공관 목록

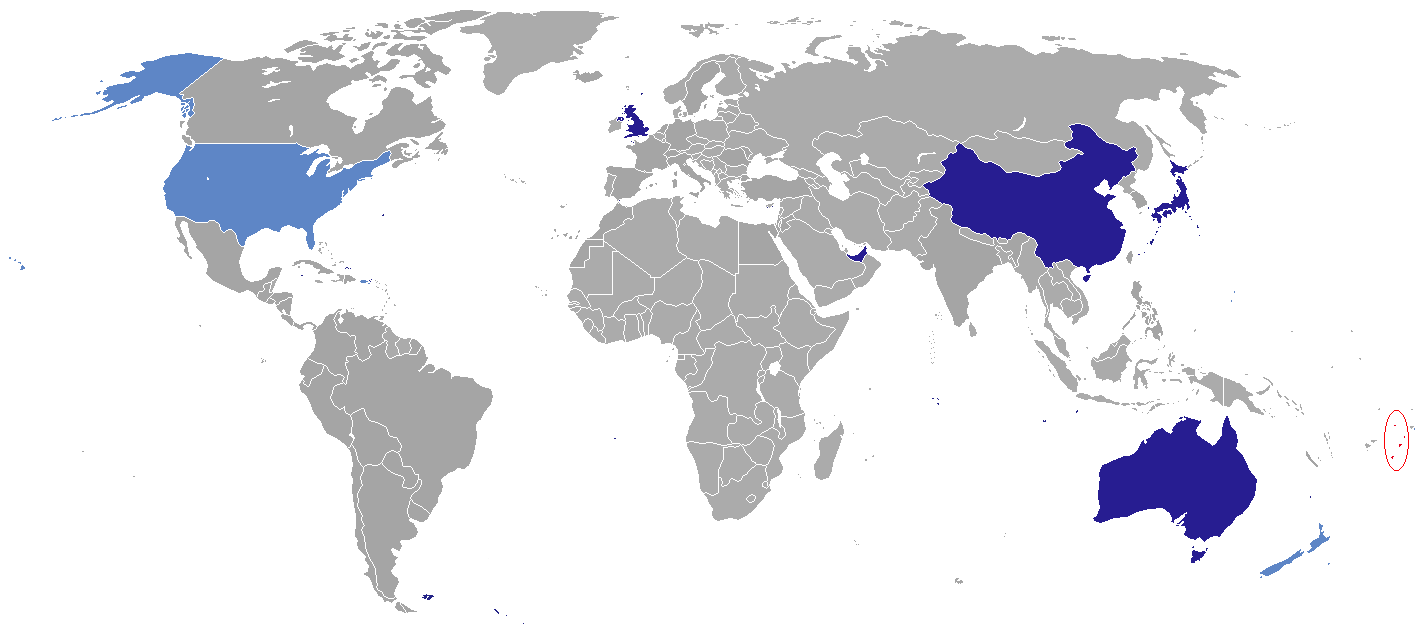
각국에 설치된 통가의 재외공관들

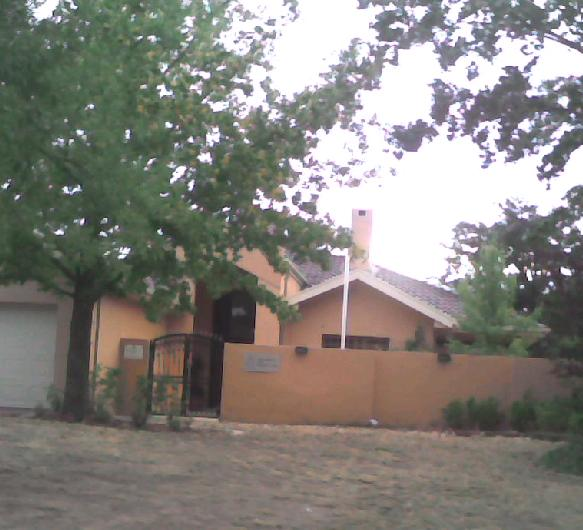
캔버라 주재 통가 고등판무관 사무소

통가의 재외공관 목록은 통가 주재 대사관과 고등판무관 사무소를 각국에 상주시켜 놓는 것을 의미하며, 통가의 재외공관을 나열한 목록이다.

## 아시아
- 중화인민공화국 : 베이징시 (대사관)
- 일본 : 도쿄 (대사관)

## 아시아 이외의 지역
- 미국 : 샌프란시스코 (총영사관)
- 영국 : 런던 (고등판무관 사무소)
- 오스트레일리아 : 캔버라 (고등판무관 사무소)

## 대표부
- UN 통가 정부 대표부 : 뉴욕

## 같이 보기
- 통가 주재 외국공관 목록